# Dindigadahalli, Gubbi
Dindigadahalli là một làng thuộc tehsil Gubbi, huyện Tumkur, bang Karnataka, Ấn Độ.